# Bracia Horten
Walter Horten (ur. 13 listopada 1913 w Bonn, zm. 9 grudnia 1998 w Baden-Baden, Niemcy) i Reimar Horten (ur. 12 marca 1915 w Bonn, zm. 14 sierpnia 1993 w Villa General Belgrano, Argentyna), znani jako bracia Horten – niemieccy piloci myśliwscy i konstruktorzy szybowcowi oraz samolotowi.
W okresie międzywojennym zaangażowani w sport szybowcowy, będący alternatywą dla zakazanego Niemcom traktatem wersalskim lotnictwa, zarówno w zakresie szkolenia, jak i prac badawczych. Mimo braku formalnego wykształcenia i młodego wieku, inspirowani m.in. przez konstruktora lotniczego Alexandera Lippischa, eksperymentowali z niestandardowymi rozwiązaniami konstrukcji szybowców, a później silnikowych statków powietrznych. W początkowym okresie wojny piloci Luftwaffe, następnie doradcy w przemyśle lotniczym, zaangażowali się w prace nad różnymi konstrukcjami, z czego najbardziej znana to pierwszy w historii samolot w układzie latającego skrzydła o napędzie odrzutowym Horten Ho 229 (oblot w marcu 1944 roku, powstały trzy prototypy, pierwszy bez napędu; prace rozwojowe i nad uruchomieniem seryjnej produkcji w Gothaer Waggonfabrik przerwało zakończenie wojny). Bracia pracowali również nad koncepcją Amerikabombera - sześciosilnikowego turboodrzutowego samolotu bombowego zdolnego osiągnąć wschodnie wybrzeże USA - Hortena Ho XVIII i innymi.
Po wojnie Reimar Horten wyemigrował do Argentyny, gdzie kontynuował bez większych sukcesów swoje prace (m.in. bezogonowe szybowce, bezogonowy samolot transportowy DINFIA IA 38). Walter natomiast został oficerem odtworzonej po 1955 roku Luftwaffe.